# Wania Tartakoff (film fra 1902)
|  | Denne artikel er oprettet af botten Steenthbot ud fra en ekstern database. Den kan derfor have sproglige fejl eller mangler. Denne skabelon kan fjernes efter kontrol af indholdet. |

Wania Tartakoff er en dansk dokumentarisk optagelse fra 1902 instrueret af Peter Elfelt.

## Handling
Et dansenummer med den russiske solodanser Wania Tartakoff, optaget i et cirkus.